# Цзиси (Сюаньчэн)
Цзиси́ (кит. упр. 绩溪, пиньинь Jìxī) — уезд городского округа Сюаньчэн провинции Аньхой (КНР).

## История
Уезд был выделен в 766 году из уезда Шэсянь.
После того, как во время гражданской войны эти места перешли под контроль коммунистов, в мае 1949 года был образован Специальный район Хойчжоу (徽州专区), и уезд вошёл в его состав. В 1956 году Специальный район Хойчжоу был расформирован, и уезд перешёл в состав Специального района Уху (芜湖专区). В 1961 году Специальный район Хойчжоу был воссоздан, и уезд вернулся в его состав. В 1971 году Специальный район Хойчжоу был переименован в Округ Хойчжоу (徽州地区).
В 1987 году Округ Хойчжоу был расформирован, и уезд перешёл в состав Округа Сюаньчэн (宣城地区). В 2000 году постановлением Госсовета КНР округ Сюаньчэн был преобразован в городской округ, и уезд вошёл в его состав.

## Административное деление
Уезд делится на 8 посёлков и 3 волости.